# 茶坝镇
茶坝镇，是中华人民共和国四川省巴中市恩阳区下辖的一个乡镇级行政单位。

## 行政区划
茶坝镇下辖以下地区：
双桥社区、大寨山村、茨芭门村、金鏊村、左家桥村、章怀村、金银村、杨柳村、冉家梁村、云盘村、窑罐梁村、尖峰村、新寺梁村、三石村、药铺店村和朱家营村。